# Geher-Länderkampf der Männer 1963 Schweden – BR Deutschland
| 3. Leichtathletik-Länderkampf mit bundesdeutscher Beteiligung 1963 | 3. Leichtathletik-Länderkampf mit bundesdeutscher Beteiligung 1963 |                                     |
| ------------------------------------------------------------------ | ------------------------------------------------------------------ | ----------------------------------- |
|                                                                    |                                                                    |                                     |
| Geher-Vergleich der Männer: Schweden – BR Deutschland              |                                                                    |                                     |
| Austragungsort                                                     | Västerås                                                           |                                     |
| Wettbewerbe                                                        | 2                                                                  |                                     |
| Datum                                                              | 16. Juni 1963                                                      |                                     |
| 1. SWE 2. FRG                                                      | 29 Punkte 15 Punkte                                                |                                     |
| Chronik                                                            |                                                                    |                                     |
| ← FRG-YUG Fünfkampf (F)                                            | FRG-LUX-NLD-SUI00 Straßenlauf (M) →                                | FRG-LUX-NLD-SUI00 Straßenlauf (M) → |

Im dritten Vergleich des Länderkampfjahres 1963 trafen sich die bundesdeutschen Geher mit ihren Kontrahenten aus Schweden. Die Begegnung wurde am 16. Juni in der schwedischen Stadt Västerås ausgetragen. Es war das siebte Aufeinandertreffen der Geher aus den beiden Ländern, das letzte hatte 1953 stattgefunden. Schweden hatte zuvor vier Mal gewonnen, Deutschland zwei Mal.

## Wettbewerbe und Modus
Mit dem Straßengehen über 20 und nun wieder 35 Kilometer standen wie gewohnt zwei Wettbewerbe auf dem Programm. Nach den üblichen Regeln kamen von vier Startern je Land in den beiden Wettbewerben die jeweils besten drei in die Wertung. Der erste Rang brachte sieben Punkte, der zweite fünf, der dritte vier usw.

## Ergebnis
Die schwedischen Geher beherrschten diese Begegnung sehr eindeutig. Auf der kürzeren Strecke konnten sich die gewerteten bundesdeutschen Athleten zwar noch auf den Rängen zwei, vier und sieben zwischen einigen schwedischen Konkurrenten platzieren, doch im Wettkampf über die lange Distanz lagen drei Schweden vorn und verbuchten hier somit die Maximalpunktzahl. Im Gesamtergebnis siegte Schweden mit 29 zu fünfzehn Punkten.

## Legende
Kurze Übersicht zur Bedeutung der Symbolik – so üblicherweise auch in sonstigen Veröffentlichungen verwendet:
| DSQ | disqualifiziert |

## Resultate

### 20-km-Straßengehen
| Platz | Athlet             | Land | Zeit (h)  |
| ----- | ------------------ | ---- | --------- |
| 1     | Lennart Back       | SWE  | 1:35:43,6 |
| 2     | Kurt Schreiber     | FRG  | 1:37:43,0 |
| 3     | Roine Karlsson     | SWE  | 1:38:56,0 |
| 4     | Hans-Jürgen Paul   | FRG  | 1:39:22,0 |
| 5     | Erik Söderlund     | SWE  | 1:40:44,6 |
| 6     | Lennart Carlsson   | SWE  | 1:41:47,0 |
| 7     | Bernhard Nermerich | FRG  | 1:45:02,0 |
| 8     | Sigmuth Halboth    | FRG  | 1:46:17,0 |

### 35-km-Straßengehen
| Platz | Athlet           | Land | Zeit (h)  |
| ----- | ---------------- | ---- | --------- |
| 1     | John Ljunggren   | SWE  | 3:04:30,6 |
| 2     | Åke Söderlund    | SWE  | 3:08:19,4 |
| 3     | Roy Syvertsson   | SWE  | 3:08:24,6 |
| 4     | Hannes Koch      | FRG  | 3:12:43,0 |
| 5     | Runar Bertilsson | SWE  | 3:14:56,0 |
| 6     | Erich Rodermund  | FRG  | 3:16:03,0 |
| 7     | Werner Hupfeld   | FRG  | 3:25:14,0 |
| DSQ   | Julius Müller    | FRG  |           |